# Inskrypcja na dzwonie pagody Szwezigon
Inskrypcja na dzwonie pagody Szwezigon (ရွှေစည်းခုံဘုရား ခေါင်းလောင်းစာ) – wielojęzyczna inskrypcja umieszczona na dzwonie ufundowanym przez króla Bayinnaunga z Taungngu i znajdującym się na terenie pagody Szwezigon w Paganie w Mjanmie (Birmie). Zapisana w językach birmańskim, mońskim i palijskim inskrypcja wymienia najważniejsze wydarzenia pierwszych sześciu lat panowania Bayinnaunga. Jest to jedyny współczesny tekst birmański nazywający króla „Zdobywcą Dziesięciu Stron Świata”, pod którym to imieniem był on szeroko znany w literaturze mońskiej i tajskiej.
W 2017 roku inskrypcja została wpisana na listę UNESCO Pamięć Świata.

## Streszczenie
Inskrypcja zawiera 43 linie tekstu birmańskiego, 35 linii tekstu mońskiego oraz 5 linii tekstu palijskiego. Przedstawia ona poprawne tytuły królewskie króla i pierwszej królowej, jako odpowiednio Sri Parama Maha Dhamma Raja oraz Sri Agga Maha Dhamma Raja Devi. Najważniejsze wydarzenia zapisane w inskrypcji to:
1. Zdobycie Taungngu 11 stycznia 1551
2. Zdobycie Pyain 30 sierpnia 1551
3. Zdobycie Pegu 12 marca 1552
4. Poświęcenie Dzwonu Sprawiedliwości powieszonego obok Pałacu Kanbawzathadi
5. Koronacja króla Bayinnaunga i jego głównej żony Atula Thiri 12 stycznia 1554
6. Zdobycie Ava 22 stycznia 1555
7. Wysłanie misji na Cejlon w celu promowania Buddyzmu Therawady
8. Przygotowanie kampanii mającej na celu podbój państw Szanów po zachodniej stronie rzeki Saluin od 9 listopada 1556 do 8 stycznia 1557
9. Zdobycie Mong Mit i Thipaw 25 stycznia 1557
10. Poświęcenie pagod w Mong Mit i Thipaw 8 lutego 1557
11. Zdobycie Mohnyin 6 marca 1557
12. Zdobycie Mogaung 11 marca 1557
13. Zakazanie grzebania niewolników i niewolnic podczas pogrzebów wodzów Szanów
14. Opuszczenie Mong Kawng 9 kwietnia 1557
15. Pozłocenie pagody Szwezigon od podstawy do wierzchołka
16. Poświęcenie odlanego z miedzi Dzwonu Pagody Szwezigon ważącego 2100 peittha (czyli 3423 kg) 23 maja 1557
17. Modlitwa o osiągnięcie doskonałego oświecenia i określenie siebie „Zdobywcą Dziesięciu Stron Świata”

## Publikacje drukowane
Pełny angielski przekład inskrypcji opublikowano w czasopiśmie Myanmar Historical Research Journal w grudniu 2001. Mońska część inskrypcji została przetłumaczona na język birmański przez Chit Theina, mońskiego uczonego z Wydziału Archeologii Birmy, a następnie dalej na język angielski przez Than Tuna.